# Abdul Hakim Sani Brown
Abdul Hakim Sani Brown (jap. サニブラウン・アブデル・ハキーム Saniburaun Abuderu Hakīmu; ur. 6 marca 1999 w Fukuoce) – japoński lekkoatleta specjalizujący się w biegach sprinterskich.
Jest synem Ghańczyka i Japonki. W dzieciństwie trenował piłkę nożną, a w wieku 10 lat zdecydował się na uprawianie lekkoatletyki.

## Kariera
Podczas mistrzostw świata juniorów młodszych w Cali dwukrotnie zdobył złoty medal biegu na 100 i 200 metrów. W sierpniu 2015 roku wziął udział w mistrzostwach świata w Pekinie, dochodząc do półfinału biegu na 200 metrów. Do tej samej fazy zmagań dotarł podczas kolejnej edycji światowego czempionatu w Londynie, ale w biegu na dystansie dwukrotnie krótszym. Brązowy medalista mistrzostw świata w Dosze w sztafecie 4 × 100 metrów (2019).
Złoty medalista mistrzostw Japonii. Zdobywał medale mistrzostw NCAA.
Rekordy życiowe: bieg na 60 metrów (hala) – 6,54 (8 marca 2019, Birmingham oraz 11 lutego 2024, Nowy Jork) były rekord Japonii; bieg na 100 metrów – 9,96 (4 sierpnia 2024, Paryż); bieg na 200 metrów – 20,08 (7 czerwca 2019, Austin).
W 2019 Sani Brown na ostatniej zmianie w sztafecie 4 × 100 metrów ustanowił z czasem 37,43 aktualny rekord Azji.

## Osiągnięcia
| Rok  | Impreza                               | Miejsce   | Konkurencja        | Lokata     | Wynik         |
| ---- | ------------------------------------- | --------- | ------------------ | ---------- | ------------- |
| 2015 | Mistrzostwa świata juniorów młodszych | Cali      | bieg na 100 m      | 1. miejsce | 10,28         |
| 2015 | Mistrzostwa świata juniorów młodszych | Cali      | bieg na 200 m      | 1. miejsce | 20,34         |
| 2015 | Mistrzostwa świata                    | Pekin     | bieg na 200 m      | półfinał   | 20,47         |
| 2017 | Mistrzostwa świata                    | Londyn    | bieg na 100 m      | półfinał   | 10,28         |
| 2017 | Mistrzostwa świata                    | Londyn    | bieg na 200 m      | 7. miejsce | 20,63         |
| 2019 | Mistrzostwa świata                    | Doha      | bieg na 100 m      | półfinał   | 10,15         |
| 2019 | Mistrzostwa świata                    | Doha      | sztafeta 4 × 100 m | 3. miejsce | 37,43         |
| 2021 | Igrzyska olimpijskie                  | Tokio     | bieg na 200 m      | eliminacje | 21,41         |
| 2022 | Mistrzostwa świata                    | Eugene    | bieg na 100 m      | 7. miejsce | 10,06         |
| 2023 | Mistrzostwa świata                    | Budapeszt | bieg na 100 m      | 6. miejsce | 10,04         |
| 2023 | Mistrzostwa świata                    | Budapeszt | sztafeta 4 × 100 m | 5. miejsce | 37,83         |
| 2024 | World Athletics Relays                | Nassau    | sztafeta 4 × 100 m | 4. miejsce | 38,45 (elim.) |
| 2024 | Igrzyska olimpijskie                  | Paryż     | bieg na 100 m      | półfinał   | 9,96          |
| 2024 | Igrzyska olimpijskie                  | Paryż     | sztafeta 4 × 100 m | 5. miejsce | 37,78         |